# Aratoca (ort)
Aratoca är en ort i Colombia.   Den ligger i departementet Santander, i den centrala delen av landet, 260 km nordost om huvudstaden Bogotá. Aratoca ligger 1 791 meter över havet och antalet invånare är 2 101.
Terrängen runt Aratoca är bergig norrut, men söderut är den kuperad. Runt Aratoca är det ganska glesbefolkat, med 42 invånare per kvadratkilometer. Närmaste större samhälle är San Gil, 19,6 km sydväst om Aratoca. I omgivningarna runt Aratoca växer i huvudsak städsegrön lövskog.